# FK Homel
Futbolny Kłub Homel (biał. Футбольны Клуб «Гомель») – białoruski klub piłkarski z siedzibą w Homlu, grający w Wyszejszaja liha. Założony w 1959 roku, jako Lakamatyu Homel.

## Historia
Chronologia nazw:
- 1959—1963: Lakamatyu Homel (biał. «Лякаматыў» (Гомель))
- 1964—1968: Spartak Homel (biał. «Спартак» (Гомель))
- 1969—1975: Homsielmasz Homel (biał. «Гомсельмаш» (Гомель))
- 1976—1977: Maszynabudaunik Homel (biał. «Машынабудаўнік» (Гомель))
- 1978—1995: Homsielmasz Homel (biał. «Гомсельмаш» (Гомель))
- 1995—...: FK Homel (biał. ФК «Гомель»)

W 1959 doszło do założenia Lakamatyu – największego wielosekcyjnego klubu sportowego w Homlu (m.in. z sekcją piłki nożnej) - jako spadkobiercę, utworzonego w 1938, Spartaka. W 1964 przemianowano go właśnie na Spartak Homel, a do kolejnej zmiany nazwy - na Homsielmasz Homel - doszło w 1969 i pod tym szyldem przetrwał on do końca ZSRR (z dwuletnią przerwą w latach 1976–1978, jako Maszynabudaunik). W tamtym czasie drużyna występowała m.in. w IV lidze radzieckiej - najniższej sowieckiej klasie centralnej. W 1992 znalazła się natomiast w gronie 16 zespołów, które przystąpiły do premierowego sezonu białoruskiej ekstraklasy. W końcowej tabeli Homsielmasz zajął ostatnie miejsce, jednak na skutek reformy strukturalnej pozostał na najwyższym szczeblu rozgrywkowym. Od 1995 drużyna występuje, jako jednosekcyjny klub piłkarski FK Homel. W 1999 zadebiutowała ona w europejskich pucharach meczem z FC Hradec Králové w 1 rundzie Pucharu Intertoto, zaś sezon później w Pucharze UEFA (przeciwko AIK Fotboll). Największym osiągnięciem zespołu jest mistrzostwo i Puchar Białorusi. W sezonie 2008/2009 FK Homel został wyeliminowany przez Legię Warszawa w I rundzie eliminacyjnej Pucharu UEFA (0:0 i 1:4). W 2009 roku klub spadł do II ligi.

## Osiągnięcia
- Mistrz Białorusi (1): 2003
- Wicemistrz Białorusi (1): 2007
- Puchar Białorusi (3): 2002, 2011, 2022
- Finalista Pucharu Białorusi (1): 2004
- Superpuchar Białorusi (1): 2012

## Europejskie puchary
Legenda do wszystkich tabel:
- Q – runda eliminacyjna, 1/16, 1/8, 1/4, 1/2 – odpowiednia faza rozgrywek, Grupa – runda grupowa, 1r gr – pierwsza runda grupowa, 2r gr – druga runda grupowa, F – finał, R – runda, PO – play-off
- k. – rzuty karne, los. – losowanie, Dogr. – dogrywka, w. – zasada bramek strzelonych na wyjeździe

| Sezon   | Rozgrywki               | Runda | Klub              | Dom | Wyjazd | Ogólnie     |
| ------- | ----------------------- | ----- | ----------------- | --- | ------ | ----------- |
| 1999    | Puchar Intertoto        | 1R    | FC Hradec Králové | 1–0 | 0–1    | 1–1, k: 2–1 |
| 1999    | Puchar Intertoto        | 2R    | Hammarby IF       | 2–2 | 0–4    | 2–6         |
| 2000/01 | Puchar UEFA             | Q     | AIK Fotboll       | 0–2 | 0–1    | 0–3         |
| 2002/03 | Puchar UEFA             | Q     | HJK Helsinki      | 0–1 | 4–0    | 4–1         |
| 2002/03 | Puchar UEFA             | 1R    | FC Schalke 04     | 1–4 | 0–4    | 1–8         |
| 2004/05 | Liga Mistrzów           | 1Q    | KF Tirana         | 0–2 | 1–0    | 1–2         |
| 2008/09 | Puchar UEFA             | 1Q    | Legia Warszawa    | 1–4 | 0–0    | 1–4         |
| 2011/12 | Liga Europy             | 3Q    | Bursaspor         | 1–3 | 1–2    | 2–5         |
| 2012/13 | Liga Europy             | 1Q    | Víkingur Gøta     | 4–0 | 6–0    | 10–0        |
| 2012/13 | Liga Europy             | 2Q    | FK Renowa         | 0–1 | 2–0    | 2–1         |
| 2012/13 | Liga Europy             | 3Q    | Liverpool         | 0–1 | 0–3    | 0–4         |
| 2022/23 | Liga Konferencji Europy | 2Q    | Aris              | 1–2 | 1–5    | 2–7         |